# Saragossa CFF
Der Saragossa Club de Fútbol Femenino (spanisch Zaragoza Club de Fútbol Femenino) ist ein spanischer Frauenfußballverein aus Saragossa.

## Geschichte
Saragossa CFF wurde im Jahr 1997 als Inter Aragón Winter Garden gegründet. Im Jahr 2002 stieg das Transportunternehmen Transportes Alcaine als Sponsor und Miteigentümer ein und der Verein wurde in CD Transportes Alcaine umbenannt. Die erste Mannschaft startete 2002/03 erstmals in der Segunda División und in der Saison 2004/05 gelangte man, nach einem ersten Platz im Grunddurchgang sowie in der Aufstiegsrunde, in die erste Spielklasse.
Nach zwei Spielzeiten, in denen die Mannschaft mit zwei zwölften Plätzen den Abstieg nur knapp verhindern konnte, stieg das Bauunternehmen Prainsa als Hauptsponsor ein und der Klub änderte seinen Namen in CD Prainsa Saragossa. Sportlich ging es zu jener Zeit bergauf, in der Liga 2007/08 gelang ein achter Platz und in der  Copa de la Reina zog das Team bei seiner ersten Teilnahme ins Halbfinale ein. In der Saison 2008/09 erreichte die erste Mannschaft den fünften Rang in der Meisterschaft und setzte sich im Pokal darüber hinaus gegen Atlético Madrid und dem FC Barcelona durch um erstmals ins Endspiel einzuziehen. Vor rund 10.000 Zuschauern traf Prainsa Saragossa gerade im heimischen La-Romareda-Stadion auf Espanyol Barcelona, unterlag jedoch mit 1:5. In den folgenden Jahren etablierte sich die Mannschaft im oberen Mittelfeld der Liga und erreichte 2012/13 einen weiteren Höhepunkt, diesmal konnte sich Prainsa Saragossa im Viertel- und Halbfinale des Pokals gegen CE Sant Gabriel bzw. UD Levante durchsetzen um erneut das Finale zu erreichen, unterlag dort aber dem FC Barcelona mit 0:4. In der Folge stieg Prainsa als Sponsor aus und der Klub firmierte wieder als CD Transportes Alcaine, sportlich ging es bergab und das Team kämpfte zumeist gegen den Abstieg, so glückte der Klassenerhalt 2014/15 beispielsweise erst am letzten Spieltag durch ein 1:0 gegen UD Collerense. Im September 2016 benannte sich der Klub in Saragossa CFF um
, die erste Mannschaft musste zwar nicht um den Klassenerhalt fürchten, beendete die Meisterschaft aber nur auf dem zwölften Platz und qualifizierte sich zum vierten Mal in Folge nicht für den Pokal. In der Saison 2017/18 konnte die Mannschaft den Abstieg schließlich nach 13 Jahren in der höchsten Spielklasse nicht mehr verhindern, mit nur sechs Siegen, fünf Unentschieden und 19 Niederlagen landete man auf dem 15. und vorletzten Platz.
In der Segunda División startete Saragossa CFF zunächst stark, beendete den Grunddurchgang in der Gruppe 3 2018/19 auf dem ersten Platz und qualifizierte sich für das Aufstiegsplayoff. Hier unterlag die Mannschaft jedoch CD Tacón in der ersten Runde nach Hin- und Rückspiel mit 1:2 und verblieb damit in der zweiten Spielklasse, aus der man seither nicht mehr aufgestiegen ist.

## Namen
Der Verein trug im Laufe der Geschichte aufgrund wechselnder Besitzer und Sponsoren unterschiedliche Namen:
- Inter Aragón Winter Garden (1997–2002)
- Club Deportivo Transportes Alcaine (2002–2007)
- Club Deportivo Prainsa Zaragoza (2007–2013)
- Club Deportivo Transportes Alcaine (2013–2016)
- Zaragoza Club de Fútbol Femenino (seit 2016)

## Jugendarbeit
Saragossa CFF ist bekannt für seine gute Jugendarbeit. Der Klub betreibt acht Nachwuchsmannschaften unterschiedlicher Altersklassen. Aus der Talentschmiede des Klubs stammen einige prominente spanische Spielerinnen wie beispielsweise Silvia Meseguer, Mapi León, Marta Cardona oder Salma Paralluelo.

## Vereinshymne
Die Hymne von Saragossa CFF wurde von der aus derselben Stadt stammenden spanischen Popgruppe Amaral komponiert. Der Titel des Liedes lautet „Hijas del cierzo“ (deutsch: „Töchter des Cierzo“), wobei es sich bei dem Cierzo um einen für das Ebrotal und somit auch für Saragossa typischen kalten, trockenen und meist starken Fallwind, ähnlich dem Mistral handelt.

## Erfolge
- Finalist des spanischen Pokals: 2009 und 2013

## Bekannte Spielerinnen
| - Verónica Boquete - Ana Borges - Marta Cardona - Zenatha Coleman - Mariela Coronel - Clarisa Huber - Mapi León | - Bárbara Latorre - Emily Lima - Silvia Meseguer - Cláudia Neto - Salma Paralluelo - Darlene de Souza Reguera |